# Aspidotis
Aspidotis is een geslacht met vijf soorten varens uit de lintvarenfamilie (Pteridaceae).
Het zijn terrestrische of lithofytische varens uit droge tot vochtige, rotsige biotopen, bossen en chaparral uit Californië (Noord-Amerika) en Mexico, met één soort uit Oost-Afrika (Aspidotis schimperi).

## Naamgeving enetymologie
- Synoniem: Hypolepis sect. Aspidotis Nutt. ex Hook., Aspidotis Nuttall ms.; ex Hook. (1852)
- Engels: Lace Ferns

De botanische naam Aspidotis komt uit het Oudgrieks en betekent 'schilddrager', naar de schildvormige pseudo-indusia.

## Kenmerken

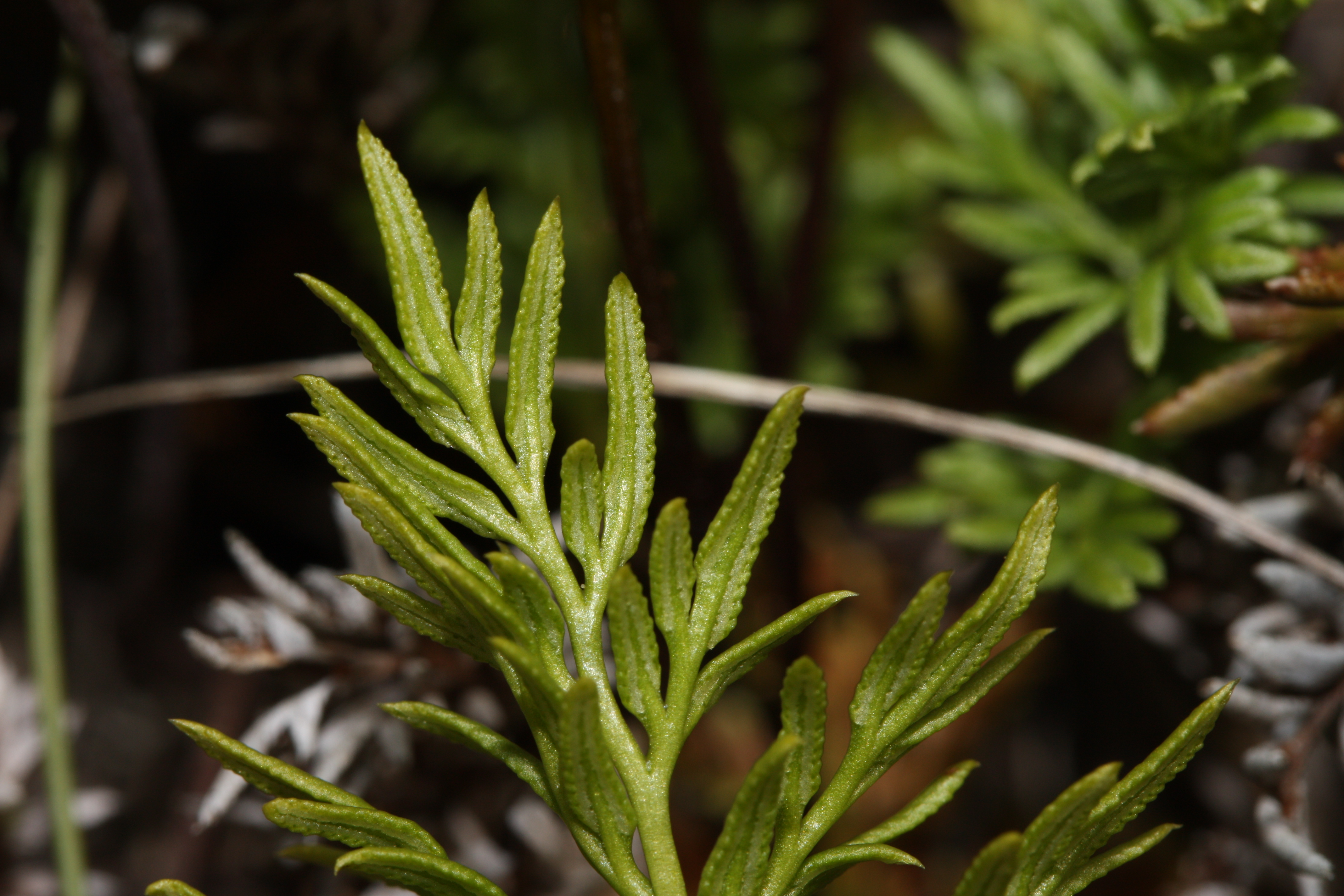
Aspidotis densa, onderzijde blad met detail sporenhoopjes

Aspidotis-soorten zijn kleine terrestrische of litofytische varens met korte, kruipende, vertakte rizomen, bezet met lancetvormige, donkerbruine schubben. De bladen zijn eenvormig tot licht dimorf, tot 35 cm lang. De bladsteel is donker roodbruin, glad, met een enkele groef aan de bovenzijde, en inwendig een enkele vaatbundel. De bladschijf is ovaal tot driehoekig of vijfhoekig, drie- tot vijfmaal geveerd, aan de bovenzijde glanzend groen en gestreept, aan de onderzijde glad. De bladslipjes zijn meestal kort gesteeld, lijn- tot lancetvormig, meestal smaller dan 1,5 mm, de randen naar beneden omgekruld.
De sporenhoopjes staan in een continue lijn of in afzonderlijke hoopjes langs de rand van de blaadjes, gedeeltelijk bedekt door witte, schildvormige pseudo-indusia. Er zijn geen echte dekvliesjes.

## Taxonomie
De soorten van het geslacht Aspidotis werden oorspronkelijk bij het geslacht Cheilanthes ingedeeld. Lellinger groepeerde ze in 1968 in het geslacht Aspidotis op basis van een aantal specifieke kenmerken zoals de vorm van de pseudo-indusia en de glanzende bladen.
Het geslacht telt in de huidige indeling vijf soorten.

### Soortenlijst
- Aspidotis californica (Hook.) Nutt. ex Copel. (1947)
- Aspidotis carlotta-halliae (Wagner & Gilbert) Lellinger (1968)
- Aspidotis densa (Brackenr.) Lellinger (1968)
- Aspidotis meifolia (D.C.Eat. in Watson) Pic.Ser. (1950)
- Aspidotis schimperi (Kunze) Pic.Ser. (1950)